# Jean Arrous
Jean, Joseph Arrous, né le 7 novembre 1876 à Perpignan (Pyrénées-Orientales) et mort le 26 février 1935 à Montpellier (Hérault), est un médecin, journaliste et homme politique français.

## Biographie
Après de brillantes études de médecine ponctuée de plusieurs prix, Jean Arrous obtient son doctorat de médecine en 1900 à Montpellier. Il s'installe dans son département natal, à Mosset. De tendance radical-socialiste, il se présente aux élections cantonales de 1905, dans le canton de Saillagouse. Il est battu. Il participe alors à la création d'un journal destiné à soutenir ses idées politiques : La Montagne. Avec l'appui de ce journal, il est élu conseiller général du canton de Prades en 1908 lors d'une élection partielle (réélu en 1913 et 1919). La même année, il est élu maire de Prades et se marie.
Il s'investit beaucoup dans le journal la Montagne qui lui sert de tribune et dont il devient directeur en 1912, année où sa liste est battue aux municipales. Il reste conseiller municipal, dans l'opposition, avant de redevenir maire en 1922. Il le reste jusqu'en 1924. Il a été plusieurs fois battu lors d'élections nationales (sénatoriales et législatives).
À Prades, il a bâti de nouveaux projets : brigade de gendarmerie, arrivée de l'eau potable, écoles primaires.
Il est mutilé de guerre à l'issue de la Première Guerre mondiale et reçoit de nombreuses décorations pour ses actions en tant que médecin et comme soldat.

## Distinctions
- Médaille commémorative de la guerre 1914-1918